# 克維托弗登峰
72°22′S 0°45′E / 72.367°S 0.750°E
克維托弗登峰是南極洲的山峰，位於東部南極洲的毛德皇后地，屬於斯維爾德魯普山脈的一部分，處於克維特舍倫嶺的最北端，由德國第三次遠征南極的探險隊發現。
克維托弗登譯為'白峰'。